# Dead End Street
«Dead End Street» — песня британской рок-группы The Kinks, записанная в 1966 году. Песня была написана Рэйем Дэвисом, и, как и во многих других его песнях, в ней чувствуется влияние Мюзик-холла. Изначально это была внеальбомная песня, позже она была включена в альбом Face to Face.
Песня имела большой успех в Великобритании: в частности, она заняла 5-е место в британских музыкальных чартах, в то время, как в США песня находилась лишь на 73-м месте. В 1976 году она вошла в список журнала New Musical Express «100 песен на все времена».

## Видео

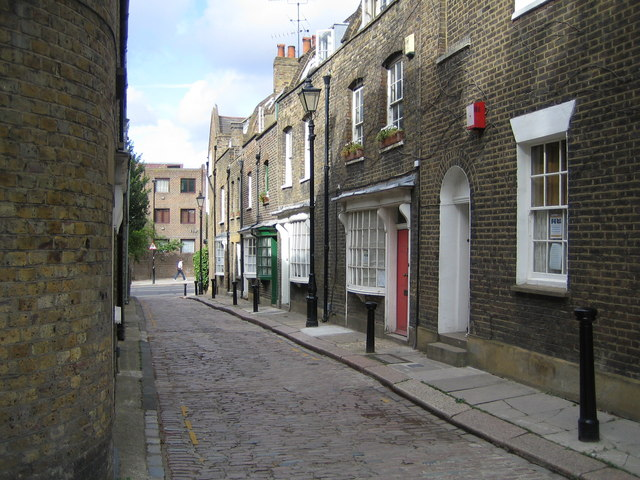
Little Green Street — Место съемки клипа

В 1966 году было также снят видеоклип к этой песне. Съёмки проходили на Little Green Street (Маленькой Зелёной улице) в северном Лондоне. Видео было черно-белым, члены группы переоделись в предпринимателей, а также изображали других персонажей.

## Тематика
Песня посвящена социальной тематике и разным социальным слоям. В песне рассказывается о молодом человеке, который не имеет работы, у которого потолок покрыт трещинами, и кран протекает, и ему остаётся лишь мечтать о двухкомнатной квартире на втором этаже.

## Другие версии
- Кавер-версия песни была исполнена мод-ривайвл-группой The Jam.
- В 2010 году Дэвис записал эту песню вместе с Эми Макдональд.